# Alexander Wiley
Alexander Wiley (né le 26 mai 1884, mort le 26 octobre 1967) est un homme politique américain républicain, sénateur du Wisconsin pendant quatre mandats entre 1939 et 1963.